# Haim Bar-Lev
Haim Bar-Lev (em hebraico:  חיים בר-לב) (Viena, 16 de novembro de 1924 - Tel Aviv-Jafa, 16 de maio de 1994), né Brotzlevsky, foi um general israelense e o oitavo Chefe do Estado-Maior do Tzahal.
A linha de fortificações no Canal de Suez levou seu nome, Linha Bar-Lev.

## Biografia
Haïm Bar-Lev nasceu em 1924 em Viena, na Áustria. Em 1939, aos 15 anos, emigrou para a Palestina sob o mandato britânico e estudou na escola agrícola de Mikveh Israel.
Iniciou sua carreira militar em 1942. Ele se junta às forças do Palmach, as companhias de assalto. Em 1946, enquanto servia como líder do 4º Esquadrão Palmach, comandou a dinamitação da Ponte Allenby durante a Noite das Pontes, durante a qual 11 pontes foram destruídas pelas forças da Haganá.
Em 1948, com o início da Guerra de Independência, foi comandante do 8º Batalhão da Brigada Hanegev, e participou de diversas batalhas e operações, incluindo a Operação Horev. Em 1952, aos 28 anos, tornou-se comandante de toda a região norte de Israel, e dois anos depois juntou-se às forças da unidade Givati. Em 1956, durante a Guerra do Sinai, serviu no Corpo Blindado onde permaneceu até 1961.
Em 1961, Bar-Lev mudou-se para os Estados Unidos, onde estudou finanças e economia na Universidade de Columbia, em Nova Iorque. Ele retornou a Israel em 1964. Em 1966 partiu novamente, dessa vez para Paris, onde estudou ciências políticas, mas um ano depois foi chamado de volta ao serviço militar em Israel, algum tempo antes da Guerra dos Seis Dias.
Em 1968, foi nomeado oitavo Chefe do Estado-Maior das FDI, substituindo Yitzhak Rabin, cargo que ocupou até 1972. A Linha Bar-Lev, que leva seu nome, é a linha de proteção anti-artilharia construída durante a Guerra de Desgaste no Sinai. Em 1972, ele renunciou às FDI, mas um ano depois voltou ao serviço como comandante durante a Guerra do Yom Kippur na frente egípcia.
Após a guerra, foi nomeado Ministro da Indústria e Comércio, cargo que ocupou durante três anos.
Em 1977, foi eleito senador no Knesset, como representante do Partido Trabalhista, até 1992. De 1978 a 1984 tornou-se líder do partido e em 1984 foi nomeado ministro da Polícia.
Em 1992 foi promovido a Embaixador do Estado de Israel na Rússia, cargo que ocupou até sua morte. Haïm Bar-Lev morreu em 1994 de câncer.
Seu filho, Omer Bar-Lev, é deputado do Partido Trabalhista no parlamento israelense.